# Praia do Veludo
A Praia do Veludo é uma praia localizada no bairro Belém Novo, no extremo-sul de Porto Alegre, capital do estado brasileiro do Rio Grande do Sul.
É acessada pela Avenida Pinheiro Machado (em frente à praça) e se alonga paralelamente à Avenida Beira-Rio.
A praia costuma ser um dos poucos postos na cidade com condições de balneabilidade recomendadas a veranistas pela prefeitura municipal, que faz coletas regulares para averiguar a qualidade das águas do lago Guaíba pela medição dos níveis de coliformes.
Em março de 2022, a prefeitura realizou na praia do Veludo uma ação de conscientização do projeto Linda Orla Limpa, com a montagem de um estande para ensinar sobre reciclagem e a instalação de uma lixeira-garrafão de metal, chamada “Papa Resíduo”, para a população usuária da praia destinar seu lixo reciclável., tendo mais de 550 pessoas participado do projeto.